# پون پوی هین
پون پوی هین (انگلیسی: Poon Pui Hin؛ زادهٔ ۳ اکتبر ۲۰۰۰) بازیکن فوتبال است.
از باشگاه‌هایی که در آن بازی کرده‌است می‌توان به باشگاه فوتبال هنگ کنگ رنجرز اشاره کرد.
وی همچنین در تیم‌های ملی فوتبال زیر ۲۳ سال هنگ کنگ و هنگ کنگ بازی کرده‌است.